# Панкратов, Борис Иванович
Бори́с Иванович Панкратов (12 марта 1892 года — 28 августа 1979 года, Ленинград, СССР) — советский синолог, маньчжуровед и монголовед. Сделал русский перевод «Сокровенного сказания монголов».

## Биография
Окончил Восточный институт во Владивостоке. С 1912 года неоднократно посещал Монголию. С 1917 года начал преподавать в институте монгольский и маньчжурский языки, затем его направили на год в Пекин для усовершенствования знаний в китайском языке. Вернувшись, он помимо преподавания исполнял обязанности секретаря по студенческим делам. В 1918 (или 1919) году Панкратов был откомандирован в Китай, где преподавал русский и английский языки и изучал местные диалекты.
В 1921 году жил на территории бывшей русской концессии в Ханькоу. У него сложились хорошие отношения с главой русской колонии Бельченко, в прошлом русским консулом, имевшим связи с местными китайскими властями. Вокруг было много эмигрантов. Однажды Бельченко сообщили, что Панкратов симпатизирует советской власти, и он привлёк Панкратова к суду за просоветские убеждения. По решению суда с участием представителя китайских властей Панкратов должен был покинуть русскую концессию. С 1921 года работал в пекинском отделении РОСТА, одновременно устроившись и в Институт русского языка при китайском МИДе. Сохранились документы, подтверждающие, что уже в сентябре 1921 года ему предлагали провести квалификационные испытания в этом институте. Из-за нехватки квалифицированных востоковедов Панкратова в 1923 году взяли на службу в Консульский отдел Советского посольства, где он и проработал до 1929 года под руководством посла Льва Карахана переводчиком с английского, монгольского, китайского и тибетского языков. У Панкратова были налажены контакты с Государственным пекинским китайско-русским университетом, с Пекинской коллегией адвокатов; он принимал активное участие в научной жизни пекинских вузов, где преподавал, выступал с докладами, занимался исследованиями. Вскоре после приезда в Пекин он близко познакомился с представителями передовой интеллигенции, руководителями движения 4 мая: профессором Ли Дачжао и Ху Ши. Дружба с первым продолжалась до самого ареста гоминьдановскими властями в 1927 году. Панкратов с риском для себя старался помочь Ли Дачжао, спрятать его и лишь по счастливой случайности избежал участи других советских граждан, также пытавшихся его спасти. С Ху Ши он познакомился в 1921—1922 годах в Пекинском университете. Жили они недалеко друг от друга и это способствовало общению. Ху Ши ввел Панкратова в китайские научные круги.
Возвратившись в Советский Союз, с 1935 года работал в Институте востоковедения АН СССР, где занимался редактированием «Монголо-русского словаря». В 1936 году стал одним из первых учёных секции маньчжуроведения Института востоковедения. С 1942 по 1948 год работал для советского правительства в Китае в районах Чунцина и Урумчи.
26 ноября 1948 года учёный совет Института востоковедения присвоил ему научную степень кандидата филологических наук без защиты диссертации.
Был знаком с Николаем и Юрием Рерихом, Александром Сталь-фон-Гольштейном. Согласно Александру Андрееву, Панкратов, будучи в Китае, выполнял задания КГБ.
Собрал богатую библиотеку, часть которой продал Синологической библиотеке ИНИОН. Остальную часть его библиотеки приобрёл после его смерти Институт общественных наук Бурятского филиала СО АН СССР.
Борис Иванович Панкратов имел китайское имя Пань Кэфу, а прозвище Уцюань, у него было также монгольское и тибетское имя Лобсан Чултим.

## Научная деятельность
Кроме лингвистики занимался историей русского китаеведения, в частности изучал деятельность православного миссионера Иакинфа Бичурина и русского синолога Василия Васильева. Изучал буддийскую иконографию и философию. Создал лабораторию по реставрации и консервации восточных рукописей в ленинградском отделении Института востоковедения АН СССР.
Автор «Пособия для изучения китайского разговорного языка» (1938), статей по иконографии тибетского буддизма и буддийской философской литературе («Изучение восточных языков в Китае в период династии Мин (1368—1644)», «Пекинские поговорки сехоуюй», «Буддийская философская литература. Предметы изучения на философском факультете (цаннид дацан)», «Иконография тибетского буддизма (в связи с публикацией книги Л. Н. Гумилева „Старобурятская живопись“)», «Введение в изучение буддизма» и т. д.). В период 1958 по 1960 помогал Юрию Рериху в составлении Тибетско-русско-английского словаря с санскритскими параллелями. Перевёл на русский язык сочинение «Сокровенное сказание монголов», первый том которой вышел в 1962 году.
Подготовил материалы о дагурском языке, чахарском диалекте, монгольском языке XIV века, исследовал пекинский фольклор.
Занимался переводами китайско-монгольских словарей и документов XIV—XVII веков.

## Основные публикации
1. Пособие для изучения китайского разговорного языка: Текст / ЛВИ. 1938. 242 с. (Стеклогр. изд.)
2. Монголия XIV—XVII вв. // История Монгольской Народной Республики. М., 1954. С. 118—137 и др.
3. Изд. (монг.) текста и предисловие // Юаньчао би-ши: (Секретная история монголов). Т. 1. Текст / АН СССР. Ин-т народов Азии. М.: ИВЛ, 1962. 19, 602 с. разд. паг. (Памятники литературы народов Востока. Тексты. Большая серия. Т. 8)
4. Панкратов Б. И. Буддийская философская литература. Предметы изучения на Философском факультете (цаннид дацан) / Подготовлено А. В. Парибком // «Страны и народы Востока». Выпуск XXIX. «Борис Иванович Панкратов. Монголистика. Синология. Буддология». СПб.: Центр «Петербургское Востоковедение», 1998. Сc. 275—288.
5. Панкратов Б. И. Иконография тибетского буддизма (В связи с публикацией книги Л. Н. Гумилева «Старобурятская живопись». Москва, «Искусство», 1975) / Подготовлено Е. Д. Огневой // «Страны и народы Востока». Выпуск XXIX. «Борис Иванович Панкратов. Монголистика. Синология. Буддология». СПб.: Центр «Петербургское Востоковедение», 1998. Сc. 289—301.
6. Страны и народы Востока. Выпуск XXIX. Борис Иванович Панкратов. Монголистика. Синология. Буддология / Ответственный редактор Б. И. Панкратов. СПб.: Центр «Петербургское Востоковедение», 1998, 332 с.
7. Панкратов Б. И. Образцы переводов из «Юань-чао би-ши» / Подготовка к печати и предисловие Ю. Л. Кроля // Mongolica-II. К 750-летию «Сокровенного сказания». М.: «Наука», издательская фирма «Восточная литература», 1993. Сс. 103—125.
8. Волкова М. П. Описание маньчжурских рукописей Института народов Азии и Африки АН СССР / Ответственный редактор Б. И. Панкратов. М.: «Наука», ГРВЛ, 1965.
9. Дамдинсурен Ц. Исторические корни Гэсэриады / Ответственный редактор Б. И. Панкратов. М.: Издательство Академии Наук СССР, 1957.
10. Пучковский Л. С. Монгольские, бурят-монгольские и ойратские рукописи и ксилографы Института востоковедения. Вып. 1. История, право. Ответственные редакторы Б. И. Панкратов, Д. И. Тихонов. М.-Л.: Издательство Академии Наук СССР. 1957. 280 с., илл.